# Dorys del Valle
Dorys del Valle (Buenos Aires, 30 de agosto de 1939) es una actriz, ex vedette y bailarina argentina. En el mundo de las telenovelas interpretó varios personajes, especialmente todo tipo de villanas.

## Biografía
Comienza sus estudios artísticos en  el Instituto Vocacional de Arte «Manuel José de Labardén», pragmática escuela de formación artística con sede en la Ciudad de Buenos Aires (Argentina) junto a actores como Graciela Borges, Pepe Novoa, Marilina Ross y Fernanda Mistral con quien sigue siendo amiga hasta la actualidad; y su carrera como bailarina clásica en la Escuela Superior de Danzas del Teatro Colón de Buenos Aires. A los 17 años, bailando "El Lago de los Cisnes", sufre un fractura en un pie, teniendo que dejar su carrera.
En 1955 fue elegida Miss Televisión, siendo coronada por Isabel Sarli (en ese evento conoció a su descubridor Armando Bo).
Debutó por primera vez en televisión en julio de 1957. Posteriormente trabajó como media vedette en varios espectáculos revisteriles.
De familia peronista, fue censurada durante la dictadura cívico-militar argentina (1976-1983).

## Carrera

### Teatro
- Marco Antonio y Cleopatra - Teatro El Nacional.
- Revista - Teatro Maipo.
- Revista - Teatro Neptuno, Mar del Plata.
- Hello, Dolly! - Teatro Odeón.
- Luz de gas - Teatro Liceo.
- Descienda del árbol, mi general - Teatro del Globo.
- Esta noche no, querida - Teatro Ateneo, Astral
- Teatro Provincial Mar del Plata - 6 temporadas consecutivas.
- Teatro Hermitage - 6 temporadas consecutivas junto a Guillermo Bredeston y Nora Cárpena.
- Stress - Teatro Gran Rex.
- Aquí esta el Show Teatro Hermitage -Teatro Alfil.
- Operación Manos - Teatro Regina.
- Acaloradas -  Gira nacional.
- Brujas - Gira nacional.
- Flores de acero (de Robert Hanglin), con Nora Cárpena, María Rosa Fugazot, Carolina Papaleo e Irma Roy.[5]
- Nosotras que nos queremos tanto - Teatro Lorange.

En 2005 trabajó en Tengamos el sexo en paz (de Darío Fo), que compartió con las actrices Marta González y Alicia Aller.
En 2014 Dorys trabajó en Los Grimaldi 2, junto a Nazarena Vélez y Georgina Barbarrosa, entre otros actores. 
En 2016, Dorys trabajó en Mujeres de cenizas, junto a Zulma Faiad, Luisa Albinoni y Adriana Salgueiro.
En 2018, Dorys trabajó en Acaloradas, junto a Claribel Medina, Magdalena Bravi y Alejandra Rubio.

### Televisión
- Ciclo de Obra de Borges - Canal 7
- El Jorobado de Notredame - Canal 7
- La revista de Jean cartier - Canal 7
- EL Capitán Minerva - Canal 7
- Teleteatro para la hora del té - Canal 7
- Yo y un Millón - canal 9
- 1969: El botón (serie).
- Flash - Canal 13
- Dos a quererse - Canal 13
- 1971: Alta comedia (serie de televisión): episodio «El avaro» (Mariana).
- 1972: Rolando Rivas, taxista (serie), como Odile.
- 1973: Pobre diabla (serie), Marilena.
- 1974: Mi hombre sin noche.
- 1975: Piel naranja.
- 1976:   Los que estamos solos. Canal 13.
- 1979: Los hijos de López (serie de televisión que inauguró el canal ATC), como la señorita Beruti.
- 1980: Los Piedra Gómez.
- 1981-1982: Un departamento de comedia, como Liliana.
- 1982: Casi una pareja (serie).
- 1987: Sume y lleve (programa de entretenimientos).
- 1988-1990: Stress (serie cómica), como Dodó.
- 1991: Stress internacional (serie cómica con Ana María Campoy como invitada).
- 1991-1992: Pizza Party (serie cómica).
- 1993: Alta comedia (serie de ficciones), encarnando un papel dramático.
- 1994: Sin condena (serie de casos policiales no resueltos por la justicia), encarnando un papel dramático.
- 1997: Mamá x 2 (serie).
- 2001: Provócame (telenovela), Cecilia Kent de Linares.
- 2005-2006: Se dice amor (telenovela: episodio 1. 200), Amelia del Pino

### Filmografía
- 1957: Violencia en la ciudad.
- 1964: Extraña ternura (estríper).
- 1967: Las pirañas (Cristina).
  - La boutique (en España).
  - The Boutique
  - The Piranhas
- 1968: Somos los mejores
  - We Are the Best
- 1971: Aquellos años locos
  - Those Crazy Years (en Estados Unidos).
- 1972: La sartén por el mango
  - In the Driver's Seat
- 1973: ¡Quiero besarlo, señor!
- 1973: Los doctores las prefieren desnudas
- 1974: Los vampiros los prefieren gorditos
- 1976: El gordo de América
  - El macho de América (nombre alternativo en Argentina).
  - America’s Fat.
- 1984: Los reyes del sablazo (Dorys).
- 2002: ¿Quién es Alejandro Chomski? (ella misma).
  - Who is Alejandro Chomski?

## Vida privada
Se casó con el director Francisco Guerrero, con quien tuvo una hija, Fernanda Guerrero (asistente social, esposa del actor Jorge Marrale) y un hijo, Martín Guerrero (periodista, productor y realizador de televisión, publicidad y teatro).
Más tarde, Del Valle estuvo en pareja con el actor y humorista argentino Emilio Disi, con quien vivían en el barrio Belgrano, y de quien se separó en 1991.
En 1992 estuvo casi un año con el contador Eduardo Díaz.